# Kali Progo
Kali Progo är ett vattendrag i Indonesien. Det ligger i den västra delen av landet, 400 km sydost om huvudstaden Jakarta.